# Deudorix biaka
Deudorix biaka är en fjärilsart som beskrevs av James John Joicey och Talbot 1916. Deudorix biaka ingår i släktet Deudorix och familjen juvelvingar. Inga underarter finns listade i Catalogue of Life.